# Walter Corbett
Walter „Watty“ Samuel Corbett (* 26. November 1880 in Wellington, Shropshire; † 23. November 1960 in Birmingham) war ein englischer Fußballspieler.

## Sportlicher Werdegang
Corbett spielte während seiner Schulzeit in der Schulmannschaft der Vicarage Road Council & King Edward Grammar School. Anschließend spielte der Verteidiger für FC Thornhill, Astbury Richmond, FC Headingly und Soho Villa, Vereine die allesamt in Handsworth, einem Stadtteil von Birmingham beheimatet waren. Anschließend spielte er beim FC Bournbrook bevor er im Juni 1904 zu Aston Villa kam. Im Juli 1907 wechselte er zum FC Birmingham, für den er bis Mai 1911, ausgenommen von zwei kurzen Unterbrechungen (Queens Park Rangers im September 1907 und Wellington Town im April 1909), spielte.
Für die englische Nationalmannschaft spielte Corbett im Jahre 1908 innerhalb von nur sieben Tagen drei Partien während der ersten Europatournee des englischen Nationalteams. So stand er bei den Siegen gegen Österreich (6:1) am 6. Juni, Ungarn (7:0) am 10. Juni und Böhmen (4:0), bei deren letzten Länderspiel am 13. Juni auf dem Platz.
Beim olympischen Fußballturnier 1908 gewann er mit der Amateurnationalmannschaft die Goldmedaille. Insgesamt spielte er 15-mal für die Amateurauswahl.

## Erfolge
- Olympischer Goldmedaillengewinner: 1908